# 黒い霧の果て
『黒い霧の果て』（City Without Men）は、1943年に公開されたアメリカ合衆国の映画。監督はシドニー・サルコウ。出演はリンダ・ダーネルなど。
日本では劇場未公開だが、テレビ放映された。

## キャスト
※日本語吹替はテレビ版（放送日1963年10月3日 TBS 15:00-16:35）
- ナンシー・ジョンソン: リンダ・ダーネル（吹替: 北村昌子）
- マイケル・Ｔ・マロリー判事: エドガー・ブキャナン（英語版）（吹替: 雨森雅司）
- トム・アダムス: マイケル・デュエイン（吹替: 城達也）
- ビリー・ラルー: グレンダ・ファレル（英語版）
- グウェン: レスリー・ブルックス（英語版）
- ウィニー: ドリス・ダドリー（英語版）
- ドーラ: マーガレット・ハミルトン
- エルシー: コンスタンス・ワース

## スタッフ
- 監督: シドニー・サルコウ（英語版）
- 製作: B・P・シュールバーグ（英語版）
- 原案: バッド・シュールバーグ、マーティン・バークレイ（英語版）
- 脚本: W・L・リヴァー
- 撮影: フィリップ・タニュラ（英語版）
- 編集: アル・クラーク（英語版）
- 音楽: デイヴィッド・ラクシン